# 普拉索
普拉索（義大利語：Praso），是意大利特伦托自治省的一个市镇。总面积9.8平方公里，人口340人，人口密度34.7人/平方公里（2009年）。ISTAT代码为022146。